# Auermühle (Ratingen)
Die Auermühle in Ratingen ist eine ehemalige Wassermühle am Angerbach. Sie beherbergt heute ein großes Ausflugslokal.

## Geschichte
Bereits 1477 befand sich wahrscheinlich an diesem Standort eine herzogliche Wassermühle, die – vermutlich aufgrund ihrer Lage an einer Flussaue – „in den Awen“ genannt wurde, der mutmaßliche Ursprung des heutigen Namens. Sie war zeitweise Zwangsmühle für Eggerscheidt und Hösel. 
Der erste Grundbucheintrag stammt aus dem Jahr 1838 und verzeichnet die Anlage als Kornmühle und Kornbrennerei.
Das heutige Mühlengebäude aus Backstein wurde um die Wende zum 20. Jahrhundert herum von Heinrich Hausmann errichtet und seinerzeit auch als „Hausmannsmühle“ bezeichnet. Es wurde zu dieser Zeit bereits auch als Gastwirtschaft genutzt, und die Mühle wurde nicht nur mit Wasser- sondern auch Dampfkraft betrieben;  alte Fotos zeigen einen hohen Schornstein neben dem Gebäude.
In den 1960er-Jahren ging das Gebäude nach wirtschaftlichen Schwierigkeiten in das Eigentum der Sparkasse Ratingen über; 1977 wurde es vom „Zweckverband Erholungsgebiet Angerland“ gekauft und restauriert, seit 1995 ist es wieder in Privatbesitz und wird als Ausflugs- und Veranstaltungslokal genutzt.